# Leichtathletik-Weltmeisterschaften 2015/Teilnehmer (Mongolei)
| Gelbes Symbol für Goldmedaillen mit stilisierten Olympischen Ringen | Graues Symbol für Silbermedaillen mit stilisierten Olympischen Ringen | Braundes Symbol für Bronzemedaillen mit stilisierten Olympischen Ringen |
| ------------------------------------------------------------------- | --------------------------------------------------------------------- | ----------------------------------------------------------------------- |
| —                                                                   | —                                                                     | —                                                                       |

Der Leichtathletikverband der Mongolei nominierte drei Athleten für die Leichtathletik-Weltmeisterschaften 2015 in der chinesischen Hauptstadt Peking.

## Ergebnisse

### Männer

#### Laufdisziplinen
| Athlet               | Disziplin | Vorlauf | Vorlauf | Halbfinale | Halbfinale | Finale    | Finale |
| Athlet               | Disziplin | Zeit    | Platz   | Zeit       | Platz      | Zeit      | Platz  |
| -------------------- | --------- | ------- | ------- | ---------- | ---------- | --------- | ------ |
| Bat-Otschiryn Ser-Od | Marathon  |         |         |            |            | 2:32:09 h | 38     |

### Frauen

#### Laufdisziplinen
| Athletin                     | Disziplin | Vorlauf | Vorlauf | Halbfinale | Halbfinale | Finale    | Finale |
| Athletin                     | Disziplin | Zeit    | Platz   | Zeit       | Platz      | Zeit      | Platz  |
| ---------------------------- | --------- | ------- | ------- | ---------- | ---------- | --------- | ------ |
| Luwsanlchündegiin Otgonbajar | Marathon  |         |         |            |            | DNF       | DNF    |
| Bajartsogtyn Mönchdsajaa     | Marathon  |         |         |            |            | 2:45:01 h | 35     |